# .22ロングライフル弾
.22ロングライフル弾（22ロングライフルだん、英語: .22 Long Rifle）は、アメリカ合衆国で開発された小型弾薬である。単に“22LR”("twenty-two-[ˈɛl]-[ˈɑːr]")と呼ばれることが多い。世界で最も生産数が多く安価な弾薬であり拳銃からライフルまで幅広い銃器に使われている。

## 歴史
.22口径のリムファイアカートリッジ(5.6×15mmR)は長年の定番弾薬であり、今日でも売り上げ数では世界で最も多く、突出している。
1887年、アメリカの銃器メーカー、J. Stevens Arms＆Tool Companyが.22 Longの薬莢と.22 Extra Longの40グレーン(2.6 g)の弾丸を組み合わせて開発した。1845年のFlobert BB弾頭、1857年の.22 Smith＆Wessonカートリッジの流れを汲んでいるため弾頭の形状が丸い。.22LRカートリッジは幅広いライフルやピストルで使用できる、数少ない弾薬の1つである。
.22ロングライフルとそれに使える弾薬（.22ショート、.22ロングおよび.22エクストラロング）はヒール弾を使用する。ヒール弾とは、弾丸が薬莢と同じ直径であり、その「ヒール」(尾部)のみが薬莢に収まるよう径が細くなっている弾丸である。
年間生産量は2〜2.5億発と推定されている。NSSFは、米国でこれまでに生産された100億発の銃器用弾薬の半分が.22LRで構成されていると推定している。

## 利用

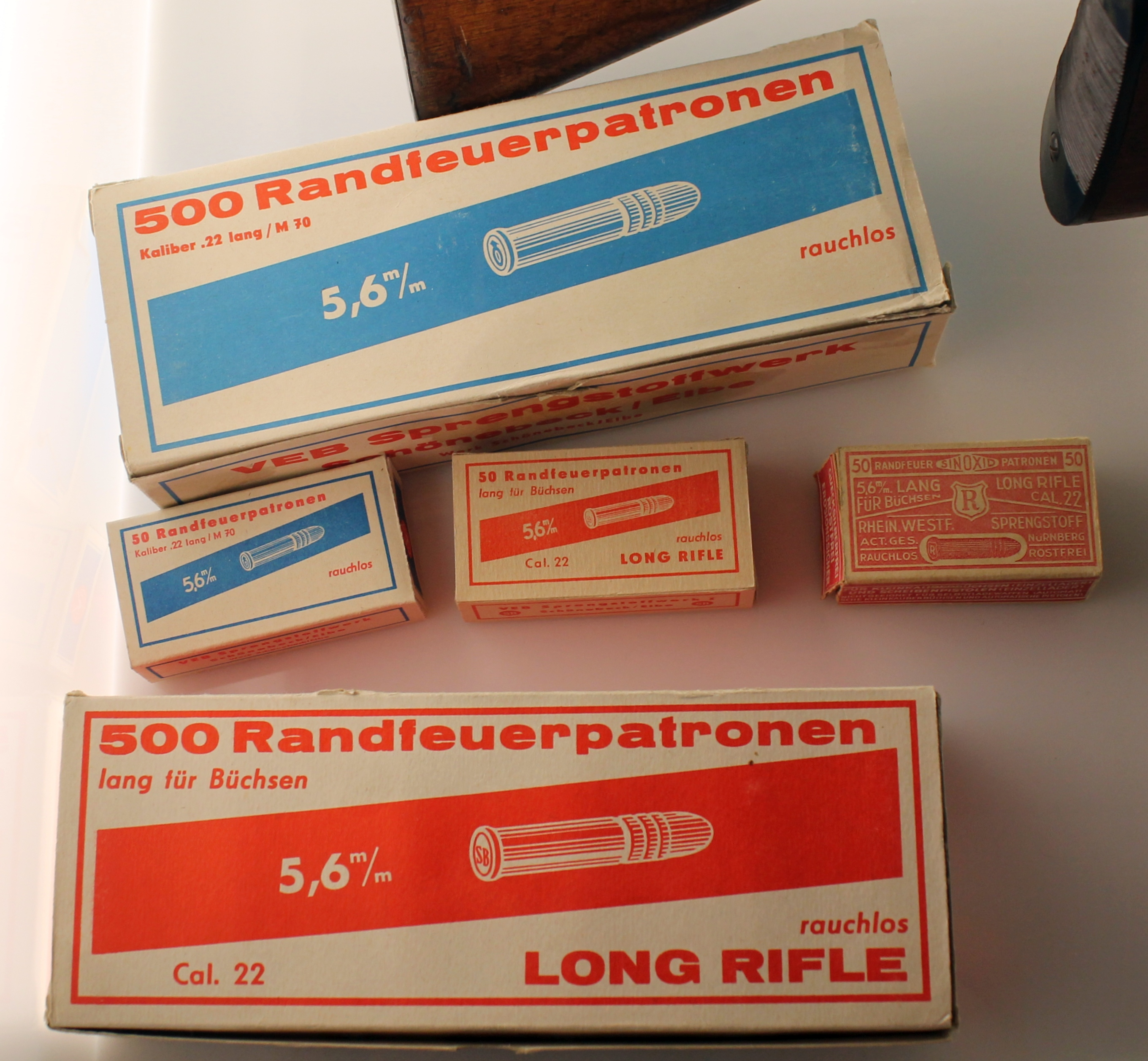
東ドイツ製の.22LR（5.6x15.5mm R M70）。主にKK-MPi 69やK110を用いた射撃訓練時に使用された。

.22LRは価格が安いため、訓練や害獣駆除に適している。また、小型で隠しやすいため暗殺に使われることでも知られる。一方で威力と射程距離が低く不発弾が多いというデメリットがあり、軍隊では訓練を除いてほとんど使用されない。また、貫通力が比較的高いため、警察も民間人への被害を恐れて採用しない傾向がある。
初心者が銃器の訓練をする場合、発射時の反動に驚き、尻を後ろに引いたり肘を曲げる癖がつくことが多い。しかし.22LRはほとんど反動がないため、発砲への恐怖を克服しやすく理想的な訓練弾薬となる。ボーイスカウトはライフル射撃の訓練を100年以上の間.22LRで行っている。
.22LRは大型弾薬と比較して発射音が静かであり、射撃場の近隣への騒音被害が少なく、射手の聴力に与える影響も少ない。特に亜音速弾は静かなためサプレッサーとの組み合わせに適している。
オリンピックの射撃競技では、ライフル種目のスモールボアライフル、ピストル種目の50mと25mで.22LRが使用される。
.22LRがあまりにも人気なため、AR-15やM1911など様々な銃の「.22LRへの変換キット」が市販されている。これにより低価格で訓練が行える上に、高威力弾の使用が禁止されている屋内射撃場での訓練も可能になる。一定の需要が見込めるため発売時のラインナップに.22LRモデルを追加する銃器メーカーも多い。
.22LRはネズミやヘビやリスといったアメリカに出現する害獣の駆除に多用されている。もともと対人用の弾薬であるので中型獣の狩猟にも使用でき、ウサギ、イノシシ、シカ、コヨーテなども胸か頭への1発の射撃で仕留めることが可能であり、瞬間空洞も狭いため被弾部分の周囲の肉や革を大きく傷つけることがない優秀な弾薬である。
.22LRは単純かつ小型であり、古いリムファイア方式を使用していることから最も製造コストのかからない弾薬と言われる。量産効果もあり、1発あたり10セント(10円)以下で市販されていることが多い。50発または100発入りのパッケージを最低単位として販売されており、一発ずつ仕切りで区分して箱詰めされている。しかしグレードの低い“お得用”のものは、しばしば“ブリックパック”方式の容器に雑多に詰められて販売されている。これらは50発入りのものが10箱、または1箱に500発の入った“カートン”、もしくはブリックパックされたものが10個、合計で5,000発の入った“ケース”での販売が一般的である。同じ製造設備で競技用の精密弾も製造出来ることから、オリンピック選手が使用するグレードの高い弾薬も比較的価格が安いことで知られる。

## 威力

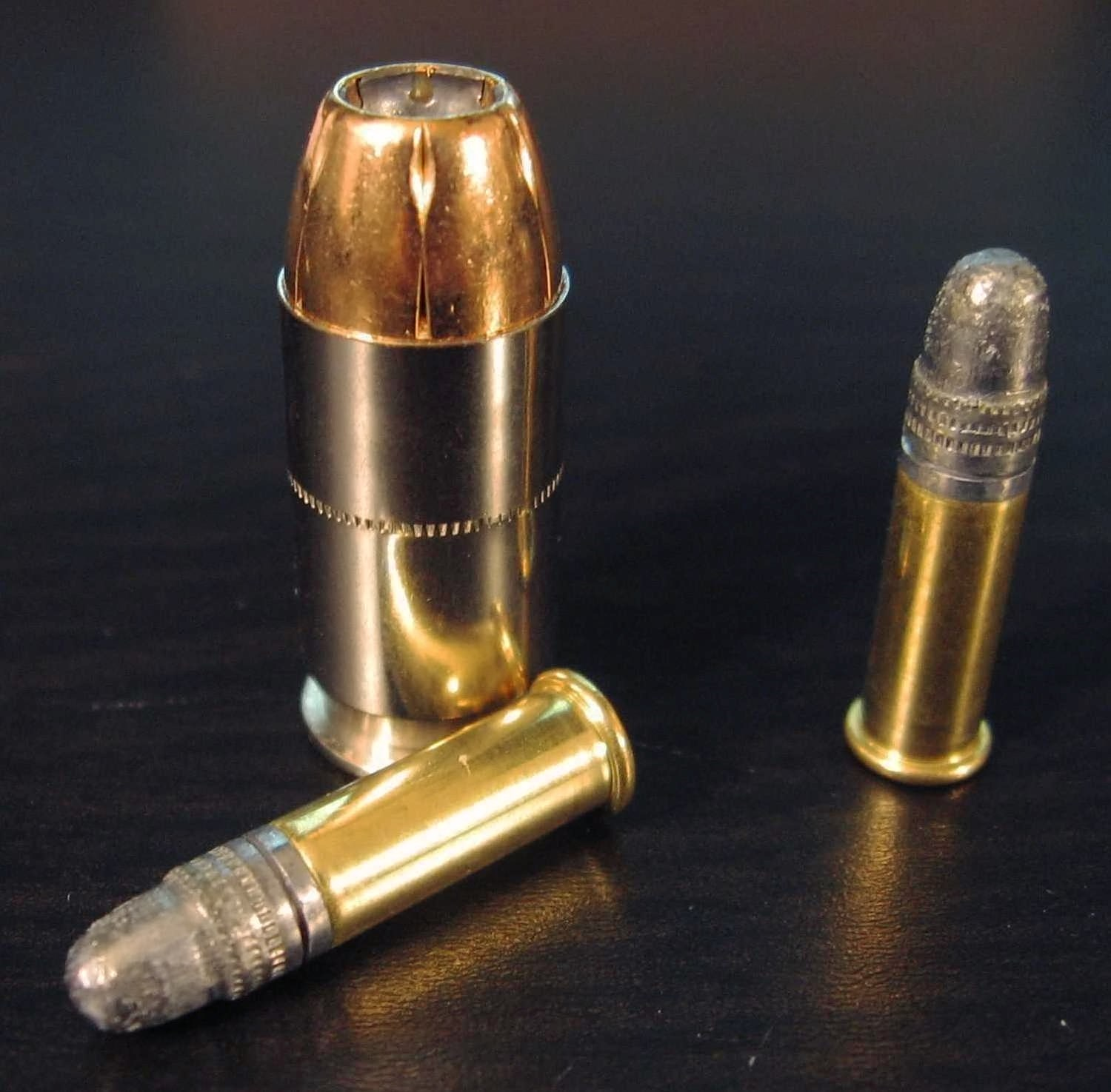
.22 LR弾および.45ACP弾（後方）

.22ロングライフル弾の威力は銃身の長さと作動方式によって異なる。例えば、ボルトアクションライフルは、半自動ライフルとは異なる動作をすることがある。.22 LRは150ヤード（140 m）まで有効だが、実用範囲はそれほど大きくない。150ヤード飛翔した後、弾道の低下を補うことが困難になるためである。比較的短い射程、小さな発砲音、そして軽い反動は、それを練習弾として使用するために好んだものにした。
.22LRの精度は優れているが、例外的なレベルではなく他の様々な弾薬と同程度のものである。ライフルに寄与する要因は高速度弾でさえ、100ヤード（91m）以内で超音速から亜音速への減速である。弾丸が減速するにつれて、超音速飛翔に起因する衝撃波が弾を追い越し、弾道経路を乱し、軽微ではあるが測定可能な不正確さを引き起こす可能性がある。
100ヤード（91 m）をゼロイン基準にすると、40グレーンの弾丸を持つ標準高速度22 LRの弾道は50ヤード（46 m）で2.7インチ（69 mm）上昇し、150ヤード（140 m）では10.8 インチ（27 cm)下降する。中距離でリスのような小さな動物を標的とした場合のオーバーシュート（弾の飛び越し）を避けるためには、0.22 LRライフルを75ヤード（69 m）でゼロインする必要がある。
狩猟用弾薬として、リムファイアは主に小さな標的を仕留めるために使用される。それは、150ヤード以上の距離のリスやウサギ、80ヤード（73m）以上の地表にいるイノシシ、マーモット、およびキツネで非常に有効である。コヨーテのような大きな動物にも有用だが、その射程射程は一般に65ヤード（59m）以内であり、最も強力な.22弾を用いててもハンターが正確に標的の頭もしくは胸を射抜くことが必要となる。
.22 LR弾丸はより大きな弾薬よりも強力ではないので、人間に対するその危険は過小評価されることがある。しかし、実際には.22 LRの弾丸は、レーガン大統領暗殺未遂事件（1人死亡、3人負傷）や、フィンランドで発生したセイナヨキ応用科学大学銃乱射事件（11人死亡、1人負傷）、ヨケラ(Jokela)中高等学校銃撃事件（死者8人、負傷者1人）、1979年のクリーブランド小学校銃撃事件（2人死亡、9人負傷）、ロバート・ケネディ暗殺事件など多くの射撃事件で、.22 LRの弾丸が容易に人を殺害または重傷を負わせることが可能だと示している。
400ヤード（370m）を飛行した後でさえ、.22 LRの弾丸は依然として約500ft/s（150 m/s）の速度で飛翔している。跳弾は、より強力な弾薬の場合よりも.22 LR弾の方が起こりやすい。これは、被覆されていない鉛の弾頭と適度な速度の組み合わせにより、軽い角度で硬い物体に当たるときに発射体が逸れたり変形したりすることが少ないためである。.22LRの弾丸は、特に角度の浅い状態で水面に着弾した際に容易に跳弾を起こすことが知られており、射線上の数百ヤード離れた向かい側の海岸にある人物や物体に重大な傷害を発生させる可能性がある。
リムファイアの弾丸は一般に無被覆鉛（標準速度弾の場合）または銅被覆もしくは真鍮被覆（高速または超高速弾の場合）のいずれかである。弾丸上の薄い銅層は、弾丸とバレルとの間の摩擦を低減する高速潤滑剤として機能し、バレル摩耗を低減し、また、鉛の弾丸の酸化を防ぐ。鉛の弾頭は長期間保管すると酸化する傾向があり、表面の酸化物は、カートリッジがスムーズに薬室に装填されることを妨げるか、超高速弾を使用すると、銃腔内圧力が危険なほど高圧になり、薬莢を破裂させ、射手を傷つけることがある。 低速の標準および亜音速弾は、酸化防止のために鉛弾頭にワックス潤滑剤を塗布する。

## 派生型
さまざまな.22 LR弾は、通常、名目速度に基づいて4つの異なるカテゴリに分けられる。
- 亜音速弾：“ターゲット”または“競技”用弾を含み、名目上の速度が1,100 ft / s（340 m / s）以下のもの
- 通常弾：1,000-1,135 ft / s（305–346 m / s）、一般的な速度は約1,125 ft / s（343 m / s）
- 高速弾：毎秒1,200-1,310 ft / s（370–400 m / s）
- 高初速度弾または超高速弾：1,400 ft / s（430 m / s）以上

### 亜音速弾

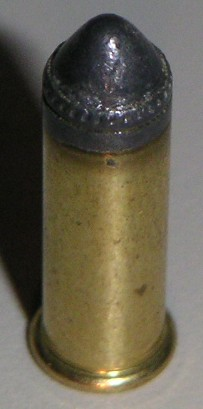
Aguila Super Colibri亜音速弾

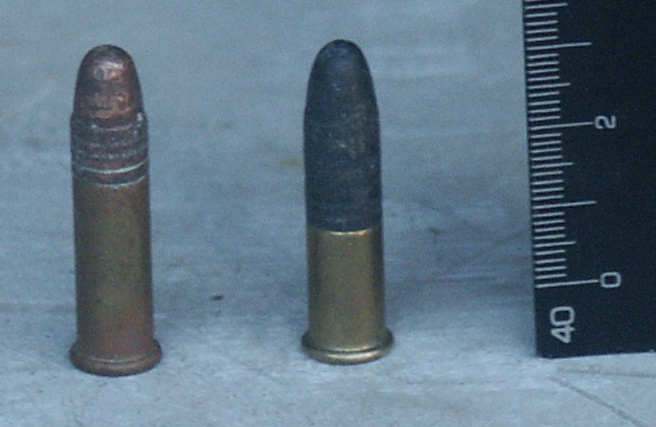
22口径ロングライフル弾と.22 Aguila Sniper 亜音速弾（右）

亜音速弾の銃口速度は約330m / s（約1,080 ft / s）。これらの弾丸には、より遅い発射体の終点弾道を改善するために、時には46〜61グレイン（3.0〜4.0g）の超重銃弾が装備されている。逆に、これらの弾丸には雷管と軽量弾もしくは超軽量弾が含まれている場合がある。
亜音速弾は、わずかに優れた精度と騒音低減のために一部のシューターに好まれている。超音速で飛翔する弾丸は、狩りの際に動物を警戒させる大きな衝撃音を生み出し、超音速から亜音速に減速する超音速弾（または発射体）がこの音速帯で劇的な空気力学的変化を受け、弾丸の安定性および精度に悪影響を及ぼす可能性があるため、正確さは亜音速弾で改善されると報告されている。
20℃の空気中の音速は約1,115 ft/s（340 m/s）なので、亜音速弾の銃口速度は多くの狩猟条件下での音速よりわずかに低い。しかし、32 °F（0℃）の冷たい空気の条件下では、音速はおよそ銃口速度である1,088 ft/s（332 m/s）に低下する。したがって、この温度以下で使用される「亜音速弾」は実際には超音速で飛翔し、超音速から亜音速に移行する際に不安定になり、精度が低下する可能性がある。これに対抗するために、一部の弾薬メーカーは、亜音速弾の速度を310m/s（310 m/s）以下に下げた。
亜音速弾とセミオートの.22 LR銃器の様々な組合せは、不十分な反動エネルギーの結果として銃器の動作の信頼性の低い作動サイクルをもたらす。一部の亜音速弾では、弾丸の質量が増加した結果、共通のブローバック動作を繰り返すために十分なエネルギーが生成されるように、より重い弾（より低い速度を達成する）を使用する。一例として、Aguila .22 LR SSS "Sniper SubSonic"弾には、.22ショートケースの場合、60グレインの弾丸があり、弾薬のサイズは.22のライフル弾と同じである。しかし、他の問題が発生する可能性があり、Aguila弾の重くて長めの弾丸は、弾丸が飛行中に安定することを確実にするために、グリーンヒルの公式に基づく、より速い銃身内旋転が必要である。
.22リムファイアの亜音速弾の2つのパフォーマンスクラスが存在する。いくつかの亜音速弾は、様々な22の短いCBと22の長いCB弾のように、比較的低い衝撃エネルギーを提供する29グレインの弾丸で約700 ft/s（210 m/s）の速度を与える。これらは火薬をまったく使用しないか、少量のみを使用することができ、狩猟ではなく屋内訓練または標的練習のみを目的とした弾薬の特徴を有することができる。これらが.22 LR形式である場合は、古い.22 CBシューティングギャラリーライフルではなく、カートリッジ用に設計された銃器の援助にのみ役立つ。Aguila SSSは、標準的な40グレインの弾丸を使用して、多くの高速の22口径長距離ライフル弾に相当する60グレインの弾丸で約950フィート/秒（290 m/s）の速度を出す。他の銃器用の亜音速弾も同様の性能を発揮し、小規模な狩猟や危険な動物の駆除、過度の騒音を避けるためのものである。

### 通常弾
標準速度0.22LR弾の速度は、製造業者によって異なる。いくつかの標準的な速度の弾薬は、わずかに音速を上回る約1,125 ft/s（343 m/s）であり、他の弾薬、例えばCCI標準速度.22 LR弾薬は1070fpsである。ほとんどの標準速度弾薬は、弾丸重量が40グレイン（2.6g）である。標準速度の弾丸は、超音速付近またはわずか音速を上回る速度を生成する。これらの弾薬を拳銃で使用した際には、弾丸が緩燃性の火薬によって加速され終わるまでに短い銃身から離れてしまうため、こうした音速レベルには至らないのが一般的である。

### 高速弾

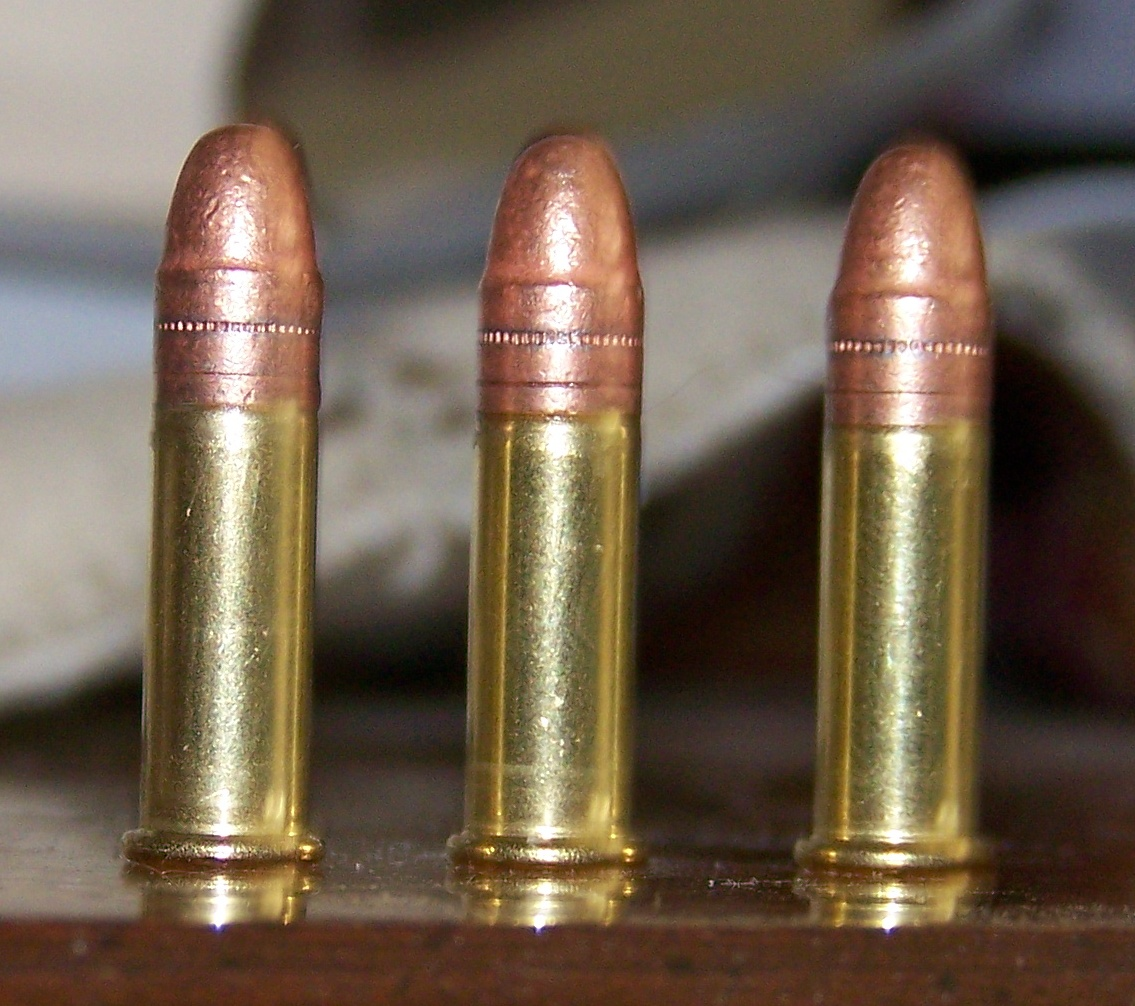
弾頭に銅による被覆の施された.22 LR 高速弾

0.22ライフル弾の発射薬としては、もともと黒色火薬が用いられていた。最初の無煙火薬は、元の黒色火薬使用の弾薬の標準速度と一致するように意図されていた。無煙火薬は黒色火薬よりも効率的であり、より少ない量でも同等の力を発揮するため、カートリッジケースはより多くの無煙火薬を収めることができることになる。こうした「高速型」または「高速度型」と呼ばれる無煙火薬を用いた弾薬が主要弾薬メーカーによって供給され、標準的な40グレインソリッド弾頭や36グレインホローポイント弾頭を使用しながらも、一般的には8％（毎秒1,200フィート（370 m/s）ないし毎秒1,300フィート(400 m)/s））の速度向上を果たしている。

### 高初速弾
多くの.22 LR弾は、標準的な40グレインよりも軽い弾丸を使用し、さらに高い速度で発射される。高初速弾はの質量は通常約30〜32グレイン（1.9〜2.1 g）で、銃口初速は毎秒1,400〜1,800フィート（430〜550 m/s）である。この銃口初速は、部分的にはより軽い弾丸の使用によるものである。
“CCI スティンガー(Stinger)”は初の超高速22L LR弾で、標準のリムファイア弾に比べて速度とエネルギーが大幅に増加した。スティンガーの薬莢は一般的な.22LR弾の薬莢よりも長い（長さが通常の0.613インチ（15.1mm）に対して0.702インチ（18mm））が、反対に弾頭は短く、32グレーン（2.1g）と軽量であり、弾薬全体としては通常の.22LR弾と同じ全長となる。この長い薬莢は、いくつかの銃で排莢を阻害する問題を引き起こす可能性がある。銃身の長さを最大限に利用するために、より遅い燃焼速度の発射薬が使用される。ほとんどの.22LR弾の発射薬は、銃身長さが約19インチ（480mm）までの銃身で使用した場合に、弾丸を加速させることができる。一方、スティンガーで使用されている発射薬の場合では、NRAによって試験された0.22口径銃身のうち、最長であった26インチ（660mm）において弾丸を加速させることができた。
その後に他のメーカーによって発売された超高速弾は、およそ30グレーンの軽量弾丸と緩燃性火薬を.22LR弾薬莢に組み合わせている。これらの超高速弾薬の多くの全長は、標準の.22LR弾薬の全長よりも短かった。一つの例は“レミントン ヴァイパー(Remington Viper)”、もう一つは“フェデラル スピットファイア(Federal Spitfire)”である。
“CCI ヴェロシター(Velocitor)”超高速弾では、標準的な長さの.22LR薬莢と標準重量40グレーン（2.6g）の独自のホローポイント弾丸を使用しており、人体のような軟目標に命中した際に変形拡張して重い外傷をもたらす。この弾丸の銃口初速は1,435 ft/s（437 m/s）である。弾丸質量と空気抵抗の比が優れているため、ヴェロシターは他の超高速弾の軽量弾と比較してより長距離で優れた性能を発揮する。

### 散弾

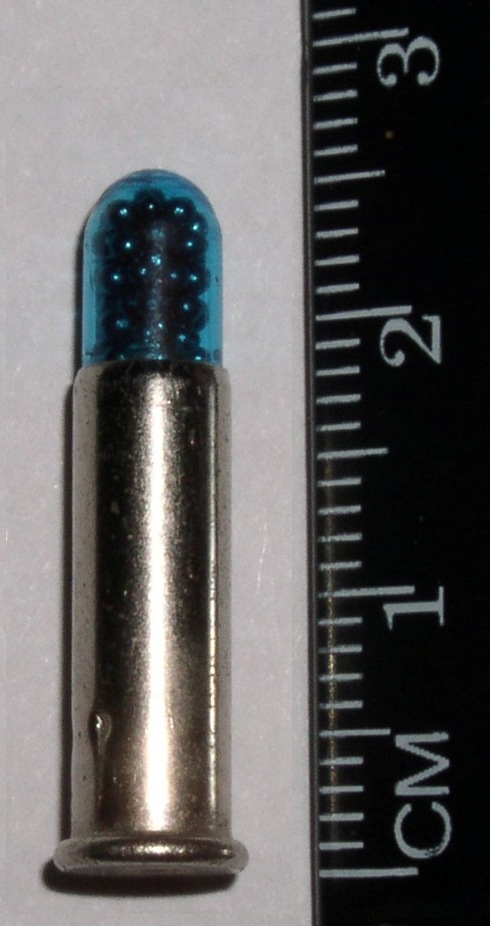
.22口径“ラットショット”散弾

特別な22口径の散弾。至近距離での害虫・害獣駆除に使用されるため、これらはしばしば「ラット・ショット(Rat Shot)」または「スネーク・ショット(Snake Shot)」と呼ばれる。通常のものより長い薬莢に、内部に散弾の詰められた半透明のプラスチックの弾頭部がある。構造的には通常のショットシェルと同様で、発砲されると散弾がプラスチックのカバーを突き破って銃口から飛散する。
用途の際は.22LRや.22WMRを発射できる22口径のリボルバーやライフルで用いられるが、専用のショットガンもあり、ショットシェルは短距離のスキート射撃やスケールダウンされたクレーターゲットでのトラップシューティングに使用できる。

### フルメタルジャケット（完全被甲弾）
第二次世界大戦中、22 LRのフルメタルジャケットバージョンであるT-42弾薬が、消音器付きハイスタンダード HDMピストル用に開発された。

### 曳光弾
曳光弾はリムファイアでも入手できる。

## 構造
標準的な22リムファイヤーカートリッジ（BB、CB、ショート、ロング、ロングライフル）は、弾丸が構築され、ケースに保持される方法で他の多くのカートリッジと構造が異なる。
ほとんどのカートリッジでは、弾丸は薬莢の「ネック」内に完全に挿入され、弾丸支持面の周りのケースネックからの張力によって適所に保持され、いくつかの薬莢では、弾丸の溝（溝）のまわりのケースの最上部に小さな圧締部がある。標準の.22 リムファイアの弾丸（.22マグナムまたは.22 WRF / .22レミントンスペシャルは含まれない）は、ケースとケースの口に挿入された弾の後部に「ヒール（ステム）」と呼ばれる段があり、弾丸はそのステムの部分で圧締され、弾丸支持面の大部分を露出させたままにして、弾丸と薬莢の直径を同一にしている。
.22 WMR弾の薬莢直径は弾丸よりも大きく、この構築方法は、弾薬の信頼性に悪影響を与える水分または他の要素への暴露からカートリッジを最小限に保護するという点で、本質的な弱点を有する。現在のリムファイヤー弾薬の総合的な信頼性は非常に高いが、センターファイア式よりもかなり低い。

## 薬莢の長さ

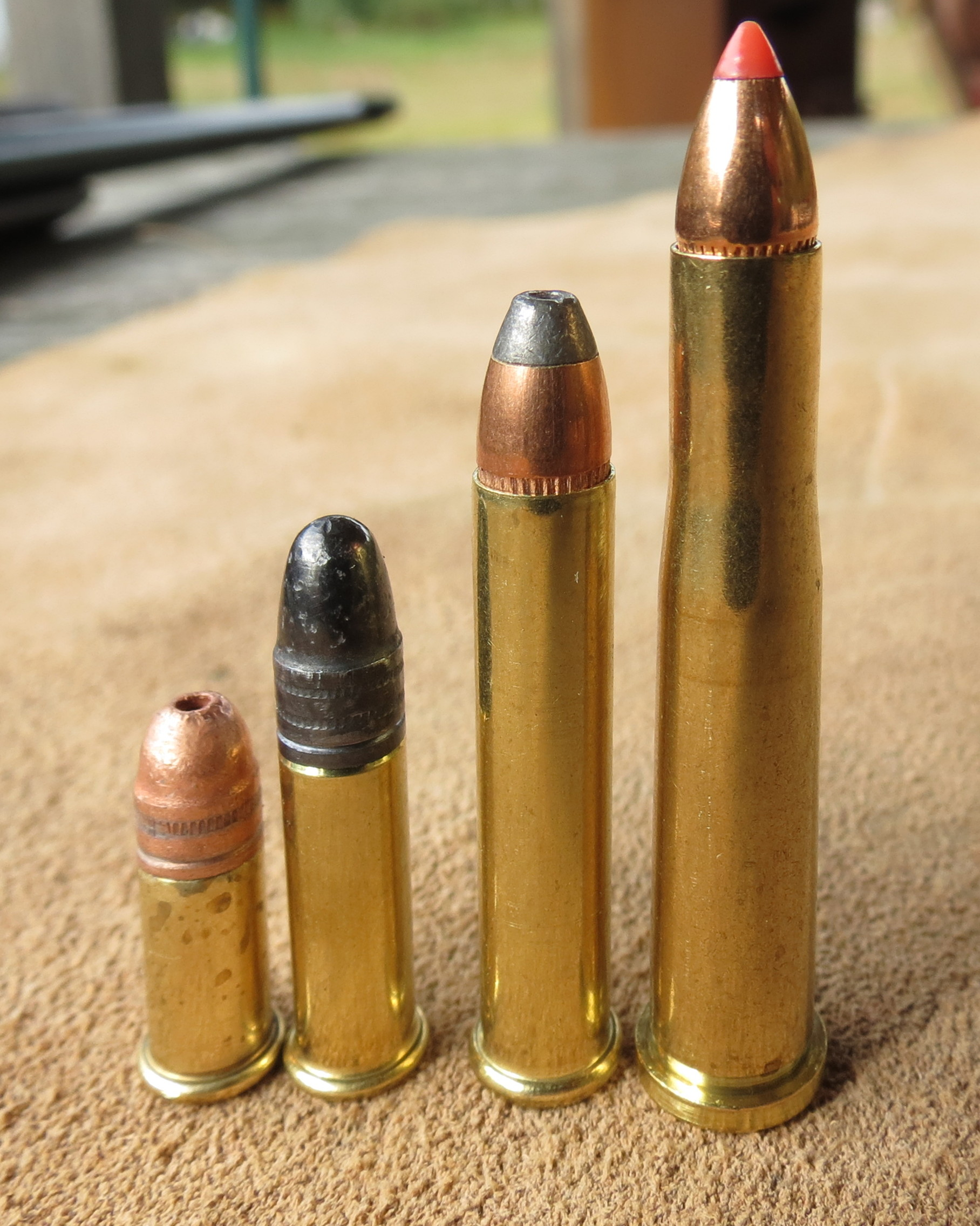
.22ショート、.22 LR、.22ウィンチェスター・マグナム、および.22ホーネット

.22 LRはストレートウォールケースを使用している。採用されているタイプと供給機構に応じて、.22LRに適合した薬室が設けられた銃器は、以下の短いリムファイヤーカートリッジを安全に収容し、発射することができる。
- .22 BB - ショート、ロングレングス（雷汞式）
- .22 CB - ショート、ロング、ロングライフル長（雷汞式）
- .22 ショート
- .22 ロング

.22ロングライフルは,.22エクストラロング弾を使用する銃器でも使用することができる。

## 用途
現在、リムファイヤー弾は、主に小さな害獣／害鳥の駆除、射撃競技、趣味の範囲での射撃（プリンキング）のため、および安価な訓練のために使用されている。.22 LRはブルズアイ、メタリックシルエットとピン射撃の部門、高校、大学、アメリカのボーイスカウト、プロジェクトアップルシード、4Hクラブのシューティングイベントなど多くの射撃イベントの選択肢である。また、オリンピックの精密ライフル射撃とピストルシューティングイベントでも使用されている。
良質のリムファイヤー弾薬は非常に正確であり、主な利点は、低コスト、低リコイル、低発射音、高精度で他の弾丸に比べコストパフォーマンスが高い。欠点は威力が低いので、小規模な競技会や小さな動物を目標としての使用に適している。。護身用の銃器の弾薬としては、小さいサイズかつ非常に軽量で簡単に隠せる拳銃などに用いられる。一般的に.22 LR弾は威力はあまり大きくないと思われやすいが、前述の通り.22 LR弾を使用する拳銃とライフルは対人殺傷用の武器として使用することもできてしまう。この弾丸は一般的に浸透しており、安価であり、入手も容易だからである。
ほとんどのセミオートライフルは、標準または高速度のリムファイア弾を発射するときは大抵きちんと機能するが、反動が小さい亜音速弾は、武器の動作を繰り返すには反動が小さすぎる。この小さい反動を補うために、ほとんどのオートマチック式の銃は、弾薬を薬室に装填するためのパワーを得るためにダイレクトブローバックオペレーションシステムを使用する。
なおボルトアクションライフルなど、射手が弾丸を手動で排莢、装填する銃にはこの問題はまったく関係ない。
.22 LRと亜音速の小さなケース（亜音速弾を使用する場合）は、サプレッサー（「サイレンサー」または「サウンドモデレーター」とも呼ばれる）での使用に適している。発射ガス少ないことは、あまり大型のサプレッサーを使用しなくても良いことを意味する。
Ruger 10/22とスタームルガーMkIは、その信頼性と低コストのために一般的な選択肢としてよく選ばれ、別な弾丸を使用する銃器などと外観上はほとんど区別できない（ただし弾丸自体が軽く小さいためバレルが細く、銃器自体も軽いので手に取ると判別できる。）。サプレッサーの使用制限が最小限の場所では、サプレッサー付き.22 LR使用銃器が「特別に聴覚保護を必要とせず、近隣住民に射撃音で迷惑をかけづらい」と言う特徴のため自宅の敷地内での遊戯射撃で好まれている。また人口の多い地域で危険な動物の駆除を行う場合に、過剰に警報を発生させることなく部隊を派遣することができるため、地方政府機関は動物駆除のためにサプレッサー付きの.22LR弾使用武器を使用することがある。
.22LRは、警察や軍の狙撃兵によっては限られた場合でしか利用されてない。射撃音が小さいのが利点であるものの、目標との距離が短距離である時に使用されることを想定しているため、使用環境は都市部に限られている。
イスラエル軍は1990年代にサプレッサー付き.22 LRライフルを暴動鎮圧のために使用し「作戦の前に邪魔な“犬”を排除する」と言っていたが、想定されていたよりも殺傷能力が低いことがわかったため現在はあまり使用されていない。。他の例には、CIAの前身組織であった戦略情報局（OSS）によるハイスタンダード HDM消音ピストルの使用が含まれる。フランシス・ゲーリー・パワーズは、彼が飛行している際に撃墜された時にサプレッサー付きハイスタンダードピストルを支給された。サプレッサーを装着されたスタームルガーMK IIは、1990年代にアメリカ海軍のNavy SEALsによって使用されていた。

## 各部寸法

.22 long rifle cartridge（インチ表記）

.22ロングライフル最大CIPカートリッジ寸法。すべてのサイズはミリメートル（mm）。
このカートリッジの一般的なライフリングツイスト数値は、一周406mm（1：16インチ）、条数6、施条のランド（山）幅= 2.16mm、Øランド= 5.38mm、Øグルーブ（谷）= 5.58mmである。
公式のCIP（Commission Internationale Permanente Pour. I'Prereve des ArmesàFeu Portatives）判決によれば、.22ロングライフルは最大170.00MPa（24,656psi）のPピエゾ圧力を扱うことができる。 CIP規制国では、各ライフルカートリッジのコンボは、消費者に販売することを証明するために、この最大CIP圧力の125％で証明されなければならない。
.22 LR弾は通常、かかと付き鉛弾または薄く被覆された弾丸を使用するため、公称弾丸の直径は公称口径の直径よりも大きく、溝よりも僅かに小さい直径である。SAAMIは公称弾丸直径0.2255インチを公差-0.004で指定し、指定された口径は0.222インチである。実際には、0.224インチ、または若干大きな弾丸が一般的であり、バレル溝の直径は一般に約0.223インチである。

## 銃口初速
- 40グレーン（2.6g）の無被覆鉛弾丸：1,082 ft/s（330 m/s）.22LR 亜音速弾
- 36グレーン（2.3g）の銅被覆弾丸：1,328 ft/s（405 m/s）.22LR 高速度弾
- 32グレーン（2.1g）銅被覆弾丸：1,640 ft/s（500 m/s）.22LR 超高速弾 “CCI スティンガー”

注：実際の速度は、所与の銃器の銃身長および弾薬の製造業者が製品試験に用いる銃器の銃身長などの多くの要因に依存し、実際には大きく異なる。上記の速度は典型的なものである。